# هاجيمي تاباتا
هاجيمي تاباتا (باليابانية: 田畑端) هو منتج ألعاب فيديو ياباني يعمل في شركة سكوير إنكس. وهو رئيس قسم الأعمال الثاني. مشهور بعمله على سلسلة فاينل فانتازي. عمل في عدة شركات ناشرة لألعاب الفيديو قبل انضمامه لسكوير إنكس.

## أعماله
- ذا ثيرد بيرث داي
- فاينل فانتازي تايب-0
- فاينل فانتازي تايب-0 إتش دي
- فاينل فانتازي أجيتو
- فاينل فانتازي XV
- كينغسلايف: فاينال فانتازي 15

## وصلات خارجية
- هاجيمي تاباتا على موقع IMDb (الإنجليزية)